# Matran
Matran é uma comuna da Suíça, no Cantão Friburgo, com cerca de 1.329 habitantes. Estende-se por uma área de 2,89 km², de densidade populacional de 460 hab/km². Confina com as seguintes comunas: Avry, Corminboeuf, Hauterive, Neyruz, Villars-sur-Glâne.
A língua oficial nesta comuna é o Francês.